# Thomas Altgeld
Thomas Altgeld (* 1963) ist ein deutscher Psychologe und der Geschäftsführer der Landesvereinigung für Gesundheit und Akademie für Sozialmedizin Niedersachsen Bremen e.V. Er wurde vor allem bekannt durch seine Mitarbeit und Herausgabe von vielen Bücher der Gesundheitsförderung und sein gesundheitspolitisches Engagement im Kontext der „Gesundheitsförderung“.

## Leben
Thomas Altgeld studierte von 1982 bis 1988 an der Universität Hamburg und schloss seinen Diplomstudiengang in Psychologie erfolgreich ab. Anschließend absolvierte er eine dreijährige Weiterbildung im Bereich der systemischen Therapie und Beratung am Institut für Systemische Studien (ISS) in Hamburg. Zunächst arbeitet er in der Psychiatrienachsorge im Gemeindepsychiatrischen Zentrum in Hamburg-Eimsbüttel für circa ein Jahr. In den Jahren 1989 bis 1992 war er Geschäftsführer in der Aidshilfe der Hamburg e.V. Seit Oktober 1993 ist er Geschäftsführer der Landesvereinigung für Gesundheit und Akademie für Sozialmedizin Niedersachsen Bremen e.V. Seine Arbeitsschwerpunkte sind die Gesundheitliche Chancengleichheit, die systematische Organisationsentwicklung und -beratung und Qualität in der Gesundheitsberatung. Im weiteren Sinne befasst er sich auch mit den Schwerpunkten Gesundheitsmanagement in öffentlichen Verwaltungen, Männergesundheit und die Digitalisierung in der Gesundheitsförderung.

## Berufliche Tätigkeiten
Die beruflichen Tätigkeiten von Thomas Altgeld umfassen zahlreiche bedeutende Mitgliedschaften und Führungspositionen in verschiedenen Organisationen, die sich der Gesundheitsförderung, Prävention und Gleichstellung widmen.
Thomas Altgeld ist Mitglied des Vorstands der Bundesvereinigung für Prävention und Gesundheitsförderung e.V. und betätigt sich hier als Schatzmeister.
Zudem ist er Vorstandsvorsitzenden des Bundesforum Männer, einem Interessenverband für Jungen, Männer und Väter e.V. Die Fachgruppen innerhalb des Forums beschäftigen sich hauptsächlich inhaltlich-strategisch mit Fragen rund um die moderne und nachhaltige Jungen-, Männer- und Väterpolitik.
Im Kooperationsverbund www.gesundheitsziele.de trägt er maßgeblich zur Entwicklung und Umsetzung von Gesundheitszielen in Deutschland bei. Innerhalb dieses Verbundes leitet er die Arbeitsgruppen „gesund aufwachsen“ und „Gesundheit rund um die Geburt“. Diese Arbeitsgruppen konzentrieren sich auf die Förderung eines gesunden Lebensbeginns und einer gesunden Kindheit, was entscheidend für die langfristige Gesundheitsentwicklung der Bevölkerung ist.
Ein weiteres bedeutendes Engagement von Thomas Altgeld ist seine Mitgliedschaft im Stiftungsbeirat der Bundesstiftung Gleichstellung. Diese Stiftung setzt sich für die Gleichstellung der Geschlechter ein, und seine Mitwirkung im Beirat unterstreicht seinen Einsatz für Chancengleichheit und soziale Gerechtigkeit.
Darüber hinaus ist er Mitglied im wissenschaftlichen Beirat Gesundheitsmonitoring des Robert Koch-Instituts und setzt sich im Vorstand der Verbraucherzentrale Niedersachsen e.V. für die Rechte und Interessen der Verbraucher ein.

## Ausgewählte Publikationen
Seit 1997 publizierte Thomas Altgeld eine Fülle an Artikeln und Fachbüchern zum Themenbereich Gesundheitsförderung. Zu seinen Hauptthemen gehören Gesundheitsförderung und Prävention, Soziale Ungleichheit und Gesundheit, Männergesundheit und Geschlechtergerechte Gesundheitsförderung. In manchen Werken geht er auch auf die Themen Diversity Management, bestimmte Setting-Ansätze und Präventionspolitik ein. Im Allgemein zielen seine Werke darauf ab, die gesundheitlichen Chancengleichheit zu verbessern und benachteiligte Gruppen zu unterstützen. Er ist Autor zahlreicher Artikel zu den Leitbegriffen der Gesundheitsförderung.

### Bücher/ Berichte/ Monografien
- Thomas Altgeld: Wie kann Gesundheit verwirklicht werden?. Gesundheitsfördernde Handlungskonzepte und gesellschaftliche Hemmnisse. Juventa-Verlag, Weinheim 1997, ISBN 3-7799-1175-2.
- Thomas Altgeld, Petra Hofrichter (Hrsg.): Reiches Land- kranke Kinder?. Gesundheitliche Folgen von Armut bei Kindern und Jugendlichen. Mabuse-Verlag, Frankfurt am Main 2000, ISBN 3-933050-21-9.
- Thomas Altgeld (Hrsg.): Männergesundheit: neue Herausforderungen für Gesundheitsförderung und Prävention. Juventa, Weinheim 2004, ISBN 3-7799-1659-2.
- Thomas Altgeld, Petra Kolip (Hrsg.): Geschlechtergerechte Gesundheitsförderung und Prävention. Theoretische Grundlagen und Modelle guter Praxis. Juventa-Verlag, Weinheim/München 2006, ISBN 3-7799-1683-5.
- Thomas Altgeld, Bärbel Bächlein (Hrsg.), et al.: Diversity Management in der Gesundheitsförderung. Nicht nur die leicht erreichbaren Zielgruppen ansprechen? Mabuse-Verlag, Frankfurt 2006, ISBN 3-938304-23-5.
- Thomas Altgeld: Fit und Fröhlich – Gesundheitsförderung für junge Menschen. Bertelsmann Stiftung, Gütersloh 2009, ISBN 978-3-86793-033-8.

## Motivation für seine Arbeit
Die Auswirkungen der COVID-19-Pandemie, die im Jahr 2019 begann, haben die ungleichen Gesundheitschancen verdeutlicht und die bestehende Kluft zwischen den sozialen Schichten im Gesundheitswesen deutlich gemacht. Thomas Altgeld setzt sich dafür ein, die Ungleichheit anzugehen, indem die aktuellen Koalitionsvereinbarungen durch die Schaffung geeigneter Rahmenbedingungen für Prävention und Gesundheitsförderung modifiziert werden. Besonderes Augenmerk wird hierbei auf die Entwicklung von Präventionsstrategien gelegt sowie auf die Überarbeitung des Präventionsgesetzes. Altgeld strebt hierbei an, die Bundesvereinigung Prävention und Gesundheitsförderung (BVPG) zu unterstützen und aktiv an der Neugestaltung der Rahmenbedingungen in Deutschland zur Förderung von Prävention und Gesundheit teilzunehmen. Darüber hinaus setzt sich die Thomas Altgeld für eine verbesserte und vorurteilsfreie Förderung der Entwicklungschancen für Jungen ein, um eine bessere Vereinbarkeit von Familie und Beruf für Väter zu gewährleisten. Ein bedeutender Meilenstein in den kommenden zwei Jahren wird hierbei der flächendeckende Ausbau von Beratungsangeboten für Männer sein. Es ist auch von entscheidender Bedeutung, wie Altgeld betont, die Bekanntheit einer geschlechtergerechten Männerpolitik zu steigern und mehr Männer für die Gleichstellungspolitik zu gewinnen. Das Bundesforum Männer wird als erste Anlaufstelle für Männer genannt, die ihre Interessen und Lebensentwürfe frei von einschränkenden Geschlechterrollen und Benachteiligungen gestalten möchten.